# Бзіни
Бзіни (словац. Bziny) — село в окрузі Дольни Кубін Жилінського краю Словаччини. Площа села 5,84 км². Станом на 2023 рік в селі проживав 591 житель.

## Історія
Перші згадки про місто датуються 1345 роком.

## Населення
| Рік:            | 1994. | 2004.    | 2014.   | 2024.   |
| --------------- | ----- | -------- | ------- | ------- |
| Кількість осіб: | 417   | 529      | 562     | 598     |
| Різниця:        |       | +26,85 % | +6,23 % | +6,40 % |

| Рік:            | 2023. | 2024.   |
| --------------- | ----- | ------- |
| Кількість осіб: | 591   | 598     |
| Різниця:        |       | +1,18 % |